# Operculea crassiceps
Operculea crassiceps är en kackerlacksart som beskrevs av Bolívar 1924. Operculea crassiceps ingår i släktet Operculea och familjen småkackerlackor. Inga underarter finns listade i Catalogue of Life.